# Astyris aurantiaca
Astyris aurantiaca är en snäckart som beskrevs av Dall 1871. Astyris aurantiaca ingår i släktet Astyris och familjen Columbellidae. Inga underarter finns listade i Catalogue of Life.